# Comarca de Tabeirós - Tierra de Montes
Tabeirós-Tierra de Montes (en gallego y oficialmente, Tabeirós-Terra de Montes) es una comarca española de la provincia de Pontevedra, en Galicia, situada en la parte sur de la cuenca media del río Ulla.
Está formada por dos unidades históricas y naturales distintas: al norte, en la parte baja del valle, las tierras de Tabeirós que corresponden aproximadamente al municipio de La Estrada; al sur, la zona montañosa de Tierra de Montes, famosa por sus curros y monasterios aislados.

## Municipios
Integran la comarca los municipios de La Estrada, Forcarey y parte de Cerdedo-Cotobade, concretamente el territorio que formaba el antiguo municipio de Cerdedo. La sede comarcal y principal centro urbano es la villa de La Estrada.

Municipios y localización de la comarca en la provincia de Pontevedra.

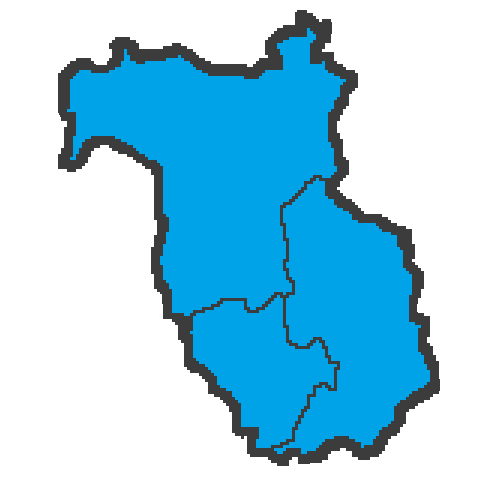
PPdeG